# Bahnhof Ōe
Der Bahnhof Ōe (jap. 大江駅, Ōe-eki) ist ein Bahnhof auf der japanischen Insel Honshū. Er wird von der Bahngesellschaft Meitetsu (Nagoya Tetsudō) betrieben und befindet sich in der Präfektur Aichi auf dem Gebiet der Stadt Nagoya.

## Verbindungen
Ōe ist ein Trennungsbahnhof an der Meitetsu Tokoname-Linie von Jingū-mae nach Tokoname. Von dieser zweigt die Meitetsu Chikkō-Linie ab, die nach Higashi-Nagoyakō im Hafengebiet führt. Beide Strecken werden von der Bahngesellschaft Meitetsu betrieben.
Auf der Tokoname-Linie wird Ōe jeweils halbstündlich von Eilzügen zweier unterschiedlicher Zuggattungen bedient: Die Semi Express verkehren von Shin-Kani über Inuyama, Meitetsu Nagoya und Ōtagawa zum Flughafen Chūbu, die Express von Shin-Unuma, Inuyama, Meitetsu Nagoya und Ōtagawa nach Kōwa. Hinzu kommen viertelstündlich Lokalzüge von Kanayama über Ōtagawa nach Chita Handa. Vor dem Empfangsgebäude hält eine Buslinie des Verkehrsamts der Stadt Nagoya.

## Anlage
Der Bahnhof steht im Stadtteil Kafukuchō, der zum Bezirk Minami-ku gehört. Im Osten erstrecken sich gemischte Wohn- und Gewerbegebiete, im Westen ausgedehnte Industrieviertel. Die von Norden nach Süden ausgerichtete Anlage umfasst fünf Streckengleise, die an zwei Mittelbahnsteigen und an einem Seitenbahnsteig ohne Überdachung liegen. An ihrem nördlichen Ende sind sie über eine gedeckte Fußgängerüberführung mit dem Empfangsgebäude an der Ostseite verbunden. Während die Mittelbahnsteige den Zügen der Tokoname-Linie vorbehalten sind, dient der Seitenbahnsteig an der Westseite als Endstation der Chikkō-Linie. An der Westseite verläuft ein zusätzliches Gütergleis. Unmittelbar südlich der Bahnsteige erstreckt sich ein Abstellbahnhof mit sieben zusätzlichen Stumpfgleisen, die zwischen den sich hier verzweigenden Strecken liegen.
Im Fiskaljahr 2019 nutzten durchschnittlich 2837 Fahrgäste täglich den Bahnhof.

## Gleise
| 1/2 | ▉ Meitetsu Tokoname-Linie | Jingū-mae • Meitetsu Nagoya • Meitetsu Gifu / Tsushima / Inuyama |
| 3/4 | ▉ Meitetsu Tokoname-Linie | Ōtagawa • Flughafen Chūbu                                        |
| 5   | ▉ Meitetsu Chikkō-Linie   | Higashi-Nagoyakō                                                 |

## Bilder

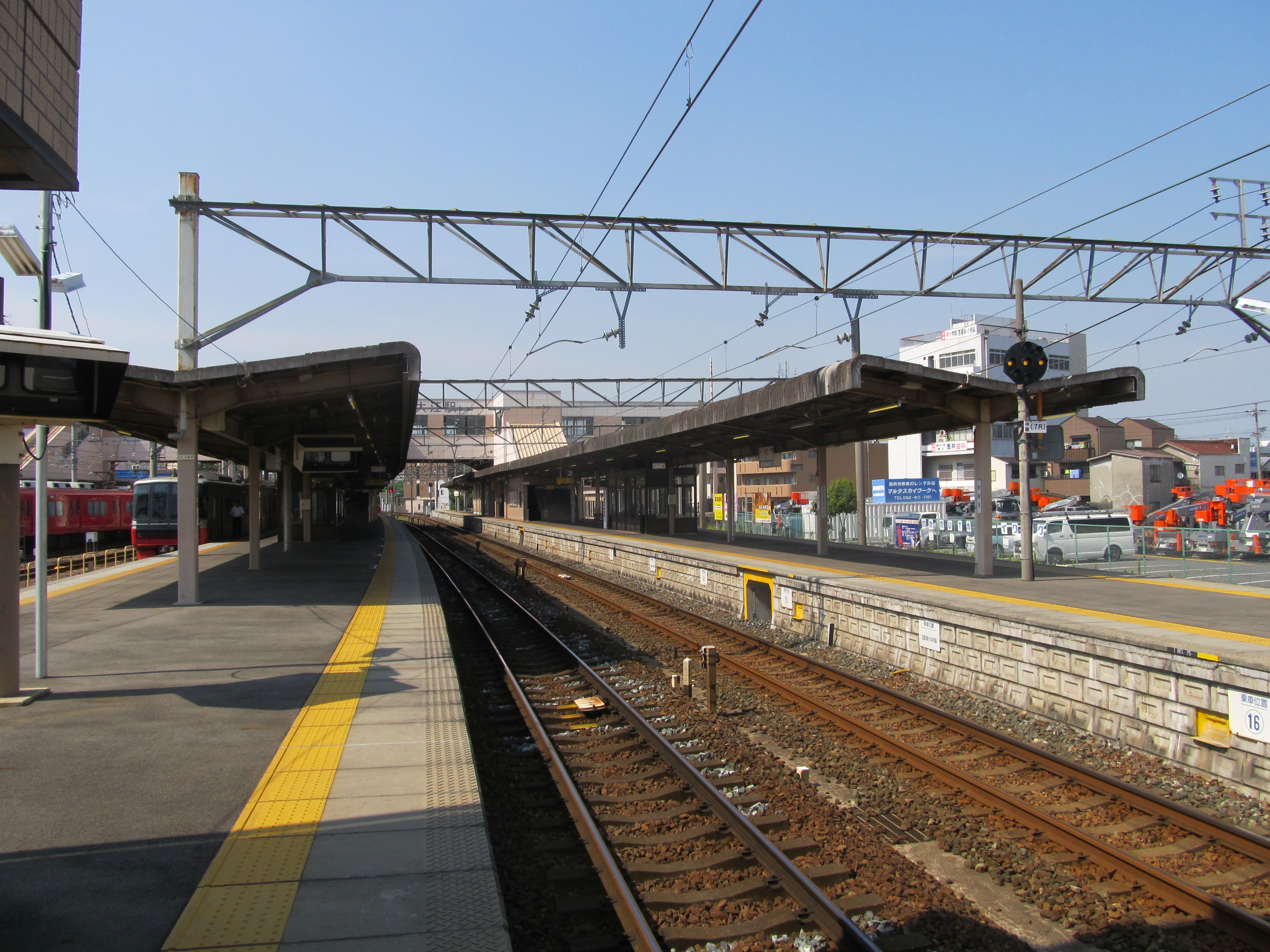
Ansicht der Mittelbahnsteige
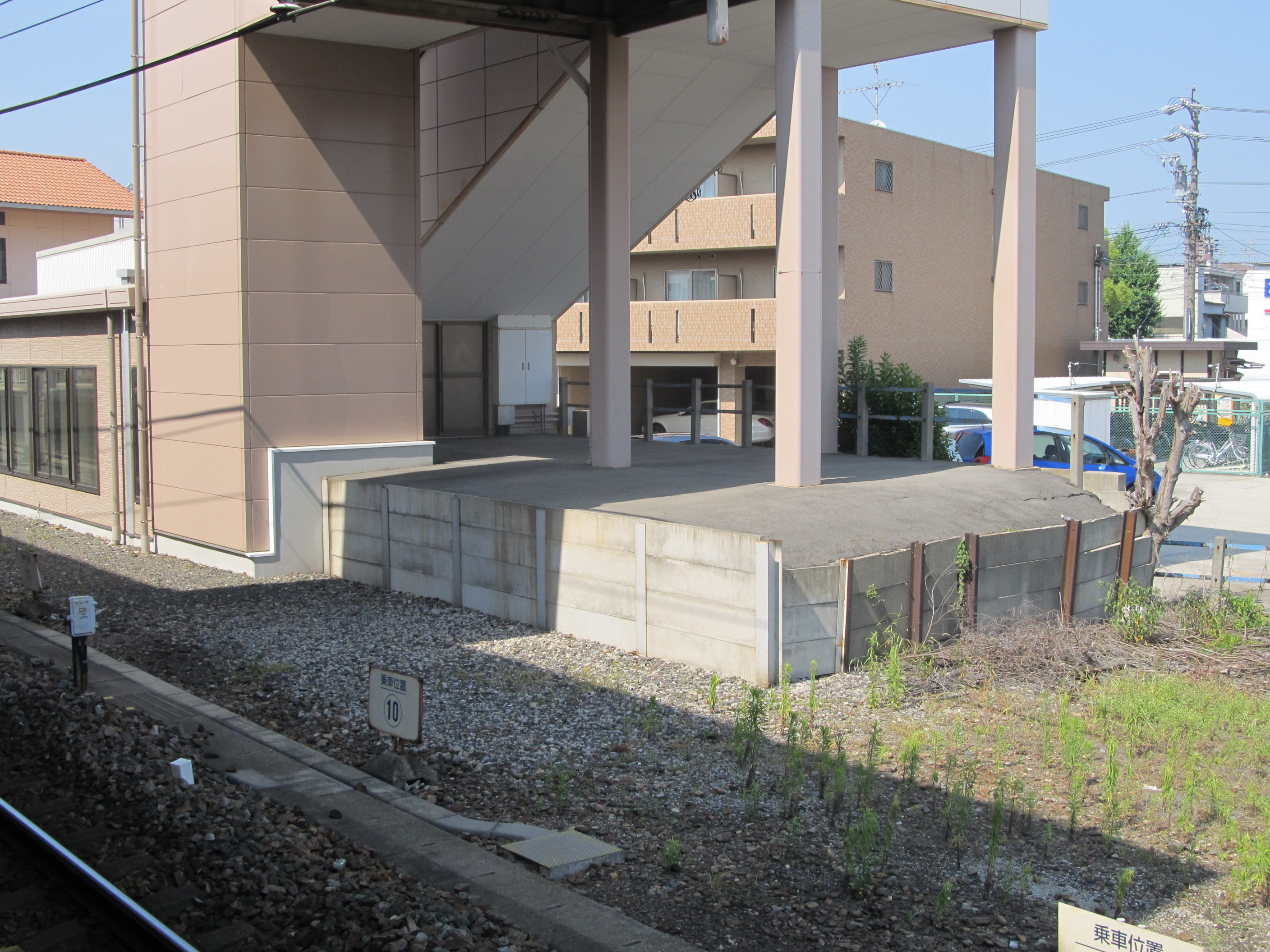
Überrest eines früheren Bahnsteigs
Aktueller Gleisplan
Gleisplan vor dem Umbau
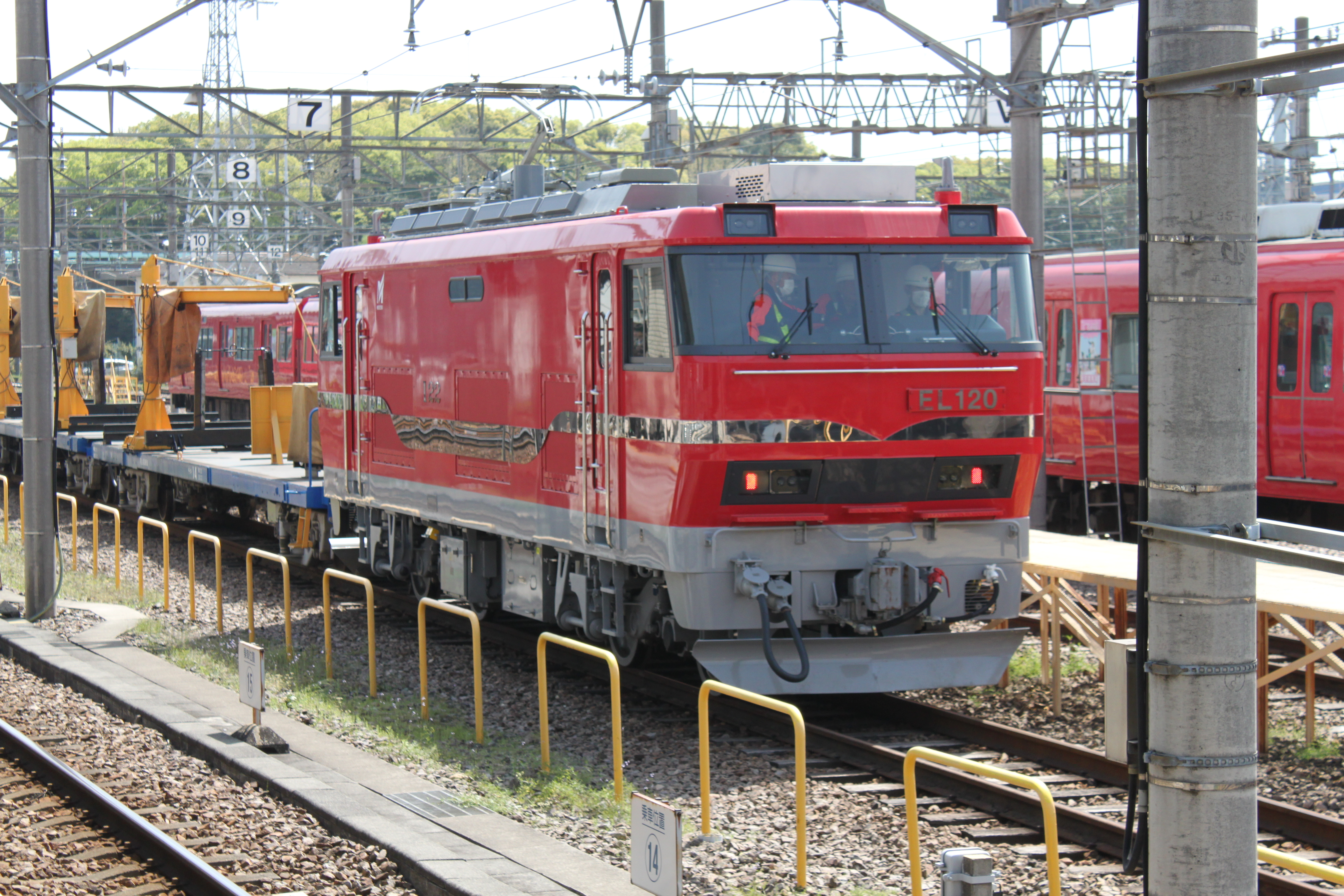
Abgestellte Lokomotive der Baureihe EL120
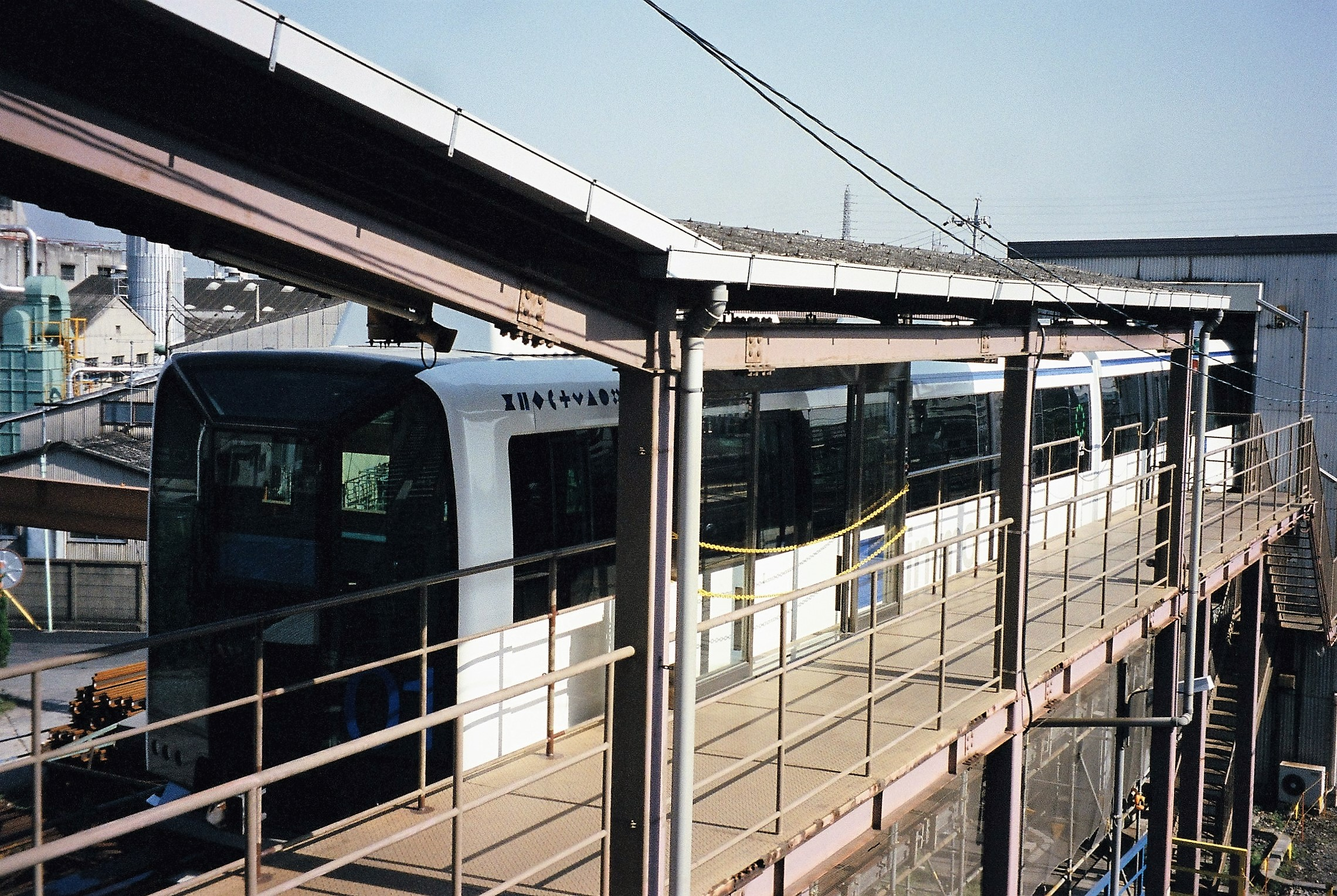
Magnetschwebefahrzeug (später Linimo) auf der HSST-Versuchsstrecke (Mai 2003)

## Linien
| Verlauf der Meitetsu Chikkō-Linie |
| --------------------------------- |
| Ōe • Higashi-Nagoyakō             |

| Verlauf der Meitetsu Tokoname-Linie / Meitetsu-Flughafenlinie |
| --- |
| Jingū-mae • Toyodahommachi • Dōtoku • Ōe • Daidōchō • Shibata • Nawa • Shūrakuen • Shin-Nittetsu-mae • Ōtagawa • Owari-Yokosuka • Teramoto • Asakura • Komi • Nagaura • Hinaga • Shin-Maiko • Ōnomachi • Nishinokuchi • Kabaike • Enokido • Taya • Tokoname • Rinkū Tokoname • Chūbu-kokusai-kūkō |

## Geschichte
Die von Jingū-mae nach Tokoname verlaufende Bahnstrecke bestand zwar bereits seit 1912, doch die Züge der Bahngesellschaft Aichi Denki Tetsudō (Aiden) fuhren zunächst fünf Jahre lang ohne Halt durch. Die Eröffnung des Bahnhofs erfolgte schließlich am 10. Mai 1917. Bereits am 16. April 1919 verlegte die Aiden die Anlage um etwa 150 Meter nach Norden. Knapp fünf Jahre später, am 15. Januar 1924, erfolgte eine weitere Verlegung des Bahnhofs um rund 800 Meter nach Norden. Grund dafür war die Eröffnung der abzweigenden Chikkō-Linie ins Hafenviertel. 1935 ging die Aiden in der heutigen Meitetsu auf. Am 29. Juli 1966 ereignete sich im Bahnhof eine Zugkollision, bei der 58 Personen Verletzungen erlitten. Zu Beginn der 1990er Jahre wurden die Gleisanlagen im Bahnhof Ōe vollständig umgebaut, so dass Ein- und Ausrückfahrten zur Abstellanlage und Züge der Chikkō-Linie sich nicht mehr in die Quere kamen. Zu diesem Zweck ersetzte man die beiden bisherigen Bahnsteige durch drei neue. Die entsprechenden Arbeiten waren am 25. Dezember 1991 abgeschlossen. Neun Jahre später wurde das ursprüngliche Empfangsgebäude abgerissen und durch einen Neubau ersetzt, der am 15. Dezember 2004 seinen Betrieb aufnahm.